# Daihatsu Terios
El Daihatsu Terios es un automóvil todoterreno del segmento B producido por el fabricante japonés Daihatsu desde el año 1997. Es un cinco puertas con tracción en las cuatro ruedas permanente con bloqueo de diferencial que reparte la tracción en un 50/50, cabe notar que aunque tiene muy buenas cuotas todo terreno, ángulo de entrada, quiebre y ángulo de salida, no posee reductora. Su motor está colocado de manera longitudinal, disponible con caja de cambios manual de cinco marchas y automática de cuatro marchas.

## Primera generación (1998-2005)

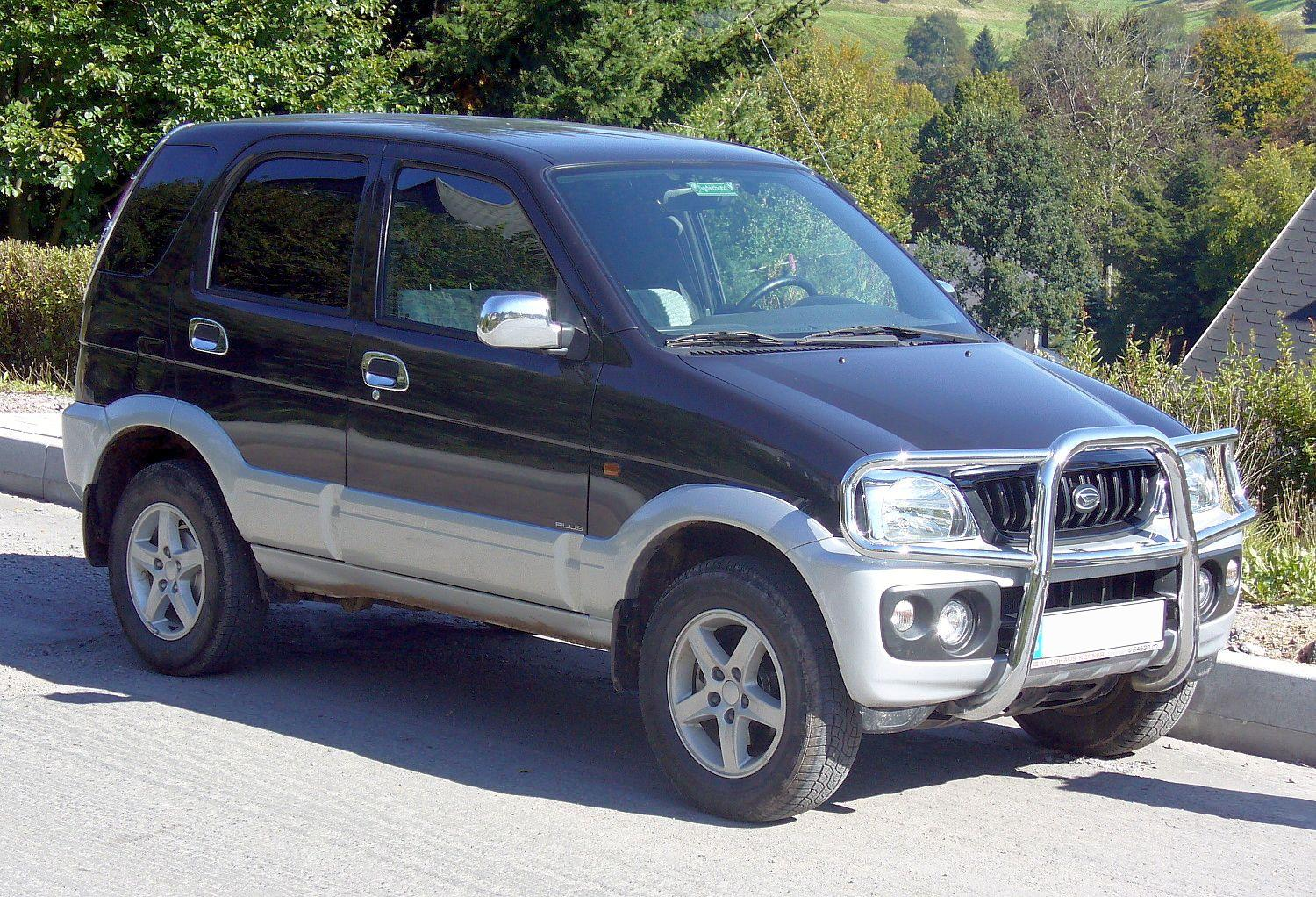
Daihatsu Terios Plus (1.ª generación)

La primera generación fue puesta a la venta en 1997, homologado para cuatro ocupantes. Se denominó a su vez como Toyota Cami y Perodua Kembara, según el mercado, y en China hay una versión llamada Zotye Nómada, la cual usa un motor de marca Mitsubishi. Estaba disponible con un motor de gasolina de cuatro cilindros en línea, cuatro válvulas por cilindro y 1.3 litros de cilindrada, en versiones atmosférica de entre 86 CV (63 kilovatios) y 92 CV (68 kilovatios) de potencia máxima; y con turbocompresor con 140 CV (103 kilovatios).

## Segunda generación (2006-2017)

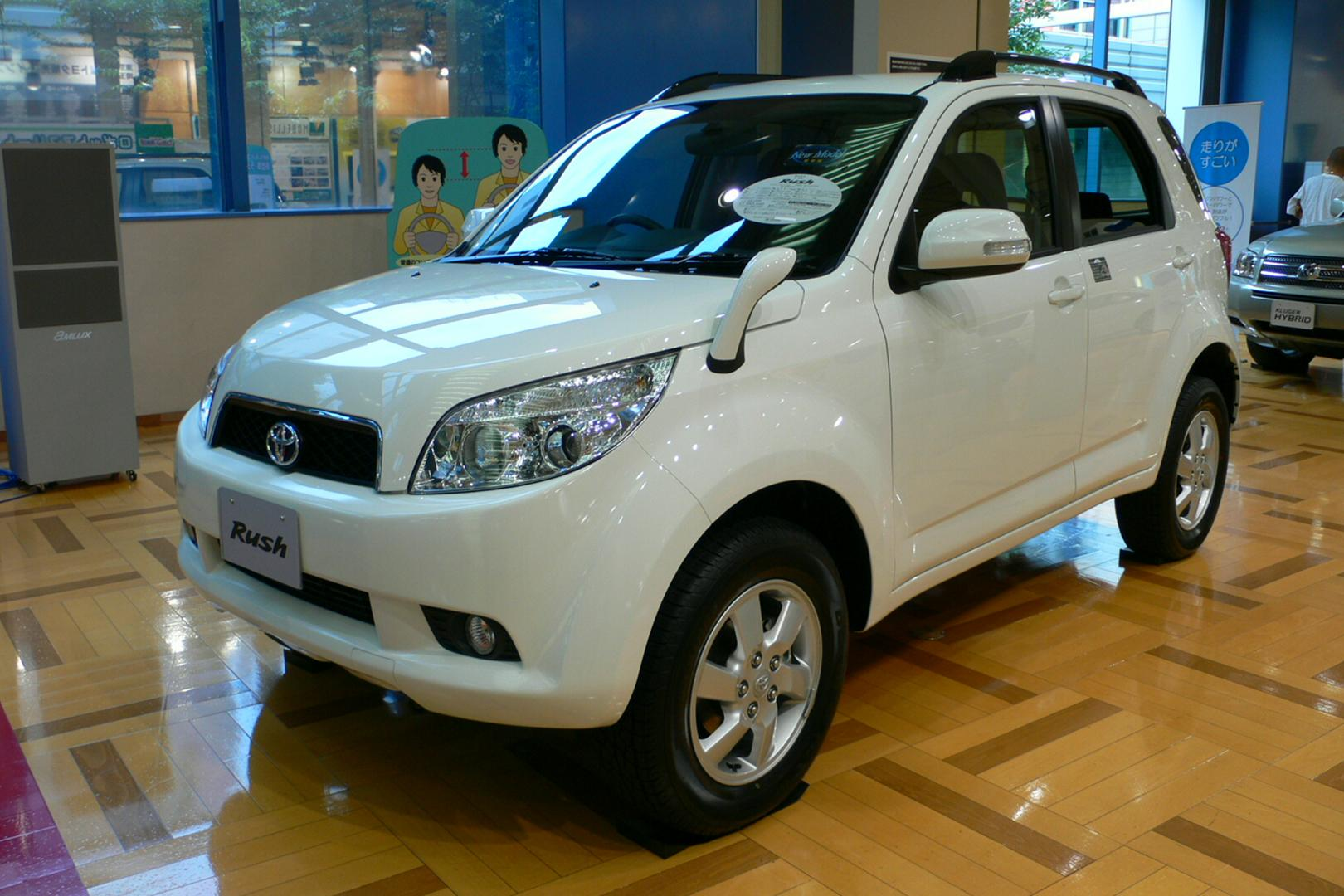
Toyota Rush (Daihatsu Terios 2.ª generación)

La segunda generación del Terios, llamada alternativamente Daihatsu Be-go, Toyota Rush, Perodua Nautica y Toyota Terios, fue lanzada al mercado en 2006. Tiene cinco plazas, que se ofrece con dos motores, ambos de gasolina: cuatro cilindros en línea y cuatro válvulas por cilindro: un 1.3 litros de 86 CV (63 kilovatios); y un 1.5 litros de 106 CV (78 kilovatios).
En Argelia se ofrece una variante de siete plazas, cuyos voladizo trasero y batalla miden 250 mm (9,8 pulgadas) y 105 mm (4,1 pulgadas) más que la versión estándar de cinco plazas., y según lo sus usuarios en Venezuela, la versión localmente ensamblada no es adecuada para el equipamiento de combustible dual que se le ha adaptado de fábrica y que le permite funcionar con gas natural o con gasolina y se ha conocido que cuenta con serios defectos de funcionamiento.[cita requerida]
Esta segunda generación ha sido recibida con gran acogida en países como Colombia y Perú, debido al balance de las prestaciones de combustible y confort para un todoterreno.
En Venezuela, Chile, Costa Rica, Honduras y El Salvador es comercializado por Toyota.

## Tercera generación (2018 - Actualidad)

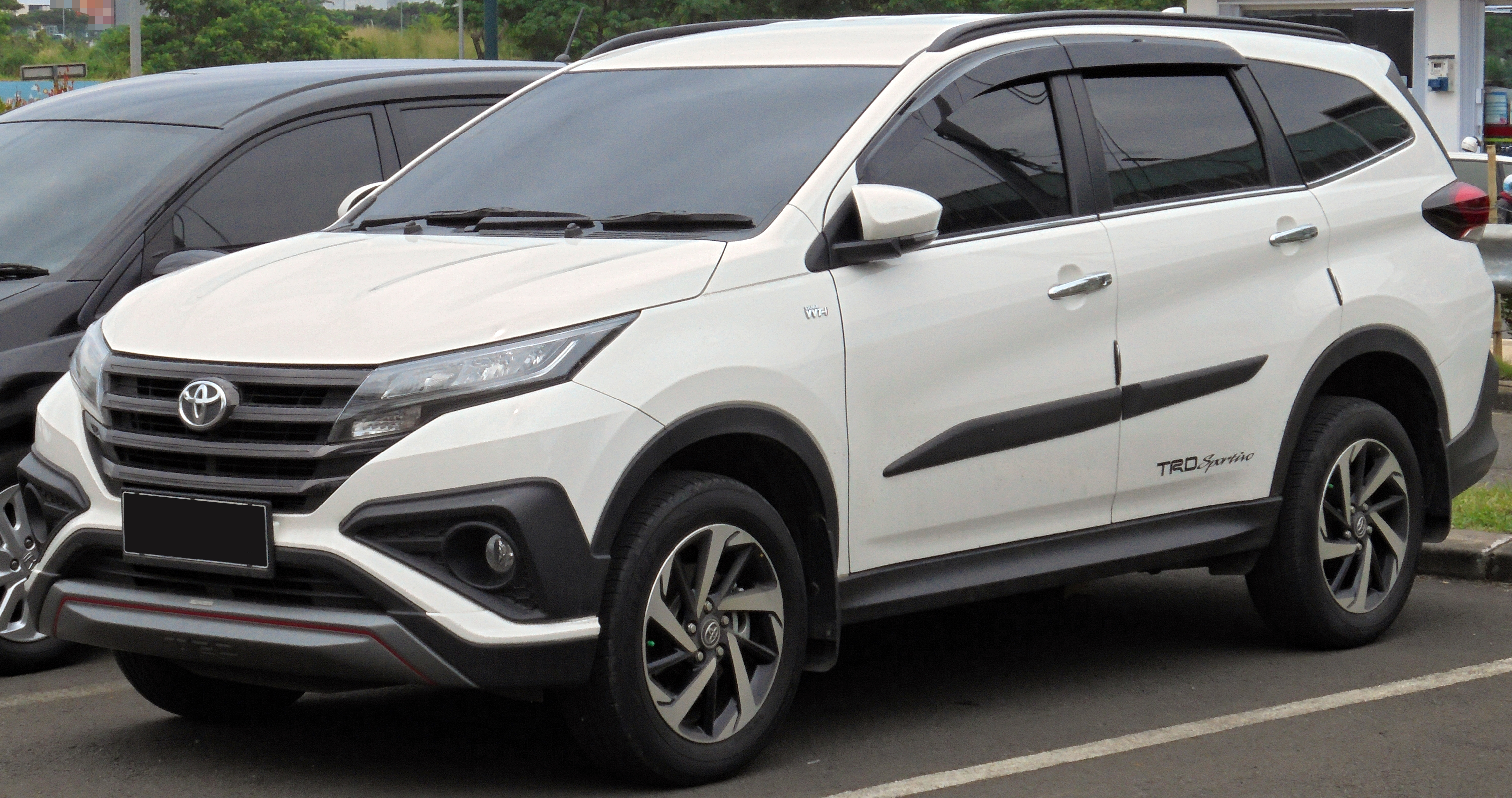
Tercera generación de la Daihatsu Terios

Esta tercera generación se distribuye en la mayor parte de países de Latinoamérica como Toyota Rush. Posee rasgos distintivos en cuanto a las generaciones anteriores, sobre todo en cuanto a sus dimensiones. Posee 4435 mm de largo, diferente a la generación anterior que solo cuenta con 4055 mm en su versión simple. Por ende, es un vehículo mucho más amplio y ágil que en las generaciones anteriores.

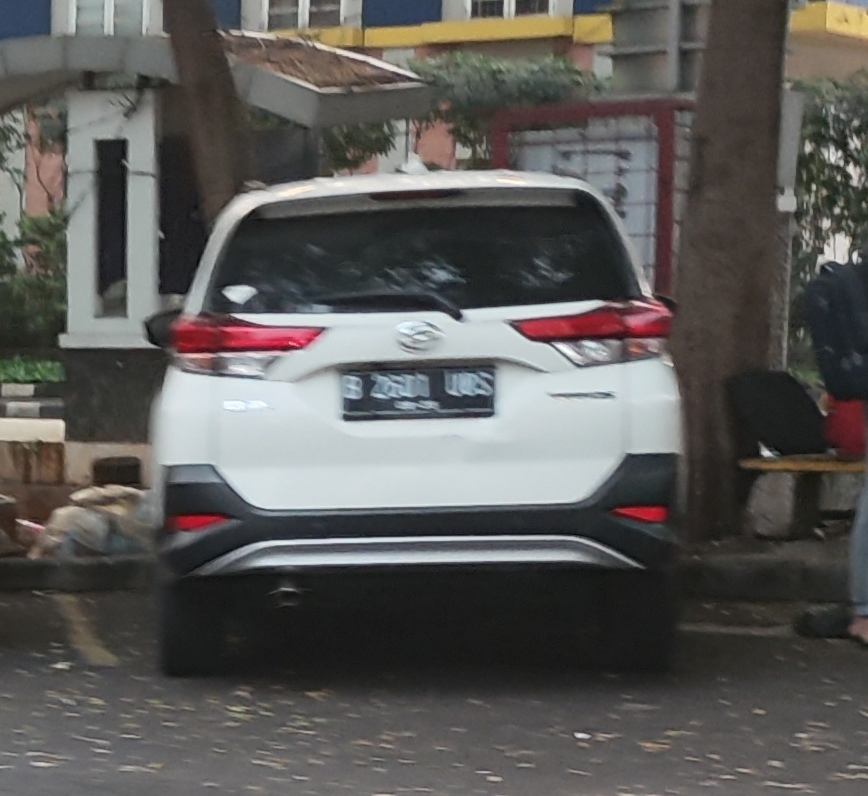
Luces traseras de la tercera generación

Posee ciertas similitudes frontales con las últimas generaciones de la Toyota RAV4, pero mantiene la relativa estrechez característica de este modelo. Asimismo, su precio es inferior que el de la RAV4 y en la mayor parte de sus versiones trae tres filas de asientos.
Los faros frontales mantienen el relativo formato de la generación anterior; sin embargo, en los traseros pueden verse ligeros cambios. Las luces traseras, que eran verticales desde la primera generación, son horizontales en la generación más reciente. El motor, por su parte, mantiene los rasgos tradicionales anteriores de 1.5L. con 4 cilindros en línea.